# Fransk Ækvatorialafrika
Fransk Ækvatorialafrika (fransk: Afrique Équatoriale Française, AEF) var en sammenslutning af de franske kolonier i det centrale Afrika mellem Congofloden i syd og Sahara i nord.
Føderationen blev grundlagt i 1910 og bestod af fire territorier: Fransk Gabon (det nuværende Gabon), Fransk Congo (det nuværende Republikken Congo), Ubangi-Shari (i dag Den Centralafrikanske Republik) og Fransk Tchad (i dag Tchad), sidstnævnte kom dog først med i 1920. Generalguvernøren residerede i Brazzaville i Fransk Congo, og havde viceguvernører i hvert territorium.

## Historie
Det lykkedes franskmændene at fordrive de sidste muslimske slavehandlere fra området i årene umiddelbart før 1. verdenskrig. I 1911 overdrog Frankrig dele af området til Tysk Kamerun som et resultat af Agadirkrisen. Området blev tilbagegivet efter Tyskland havde tabt 1. verdenskrig. Det blev dog ikke genintegreret i føderationen, men administreret sammen med mandatområdet Cameroun, der omfattede de øvrige dele af det tidligere Tysk Kamerun. I slutningen af 1920erne og begyndelsen af 1930erne blev en antikolonialistisk bevægelse Société Amicale des Originaires de l'A.E.F. grundlagt af André Matsoua, der kæmpede for at sikre områdets indbyggere fransk statsborgerskb og demokratiske rettigheder.
Under 2. verdenskrig tilsluttede føderationen sig de frie franske styrker under Félix Éboué i august 1940, bortset fra Gabon der tilsluttede sig Vichy-regeringen mellem 16. juni 1940 og 12. november 1940, og i denne periode var centrum for Vichy-regeringens aktiviteter i Afrika syd for Sahara.
Under den Fjerde Republik (1946–58), var føderationen repræsenteret i den franske nationalforsamling. I september 1958 stemte territorierne ved den af præsident Charles de Gaulle organiserede folkeafstemning for autonomi inden for det franske statssamfund, derefter blev føderationen opløst og opdelt i fire republikker. I 1959 blev de nye stater igen forenet i en midlertidig sammenslutning ved navn Unionen af Centralafrikanske Republikker, men allerede året efter blev denne opløst, da de fire stater sammen med Frankrigs øvrige kolonier i Afrika blev uafhængige i august 1960.